# دومنیکو جیامپا
دومنیکو جیامپا (انگلیسی: Domenico Giampà؛ زادهٔ ۱۵ فوریهٔ ۱۹۷۷) بازیکن فوتبال اهل ایتالیا است.
از باشگاه‌هایی که در آن بازی کرده‌است می‌توان به باشگاه فوتبال مودنا، باشگاه فوتبال آسکولی، باشگاه فوتبال مسینا، باشگاه فوتبال سالرنیتانا، باشگاه فوتبال کروتونه، باشگاه فوتبال کومو، و باشگاه فوتبال ترنانا اشاره کرد.